# USM El Harrach
O Union Sportive de la Médina d'El Harrach é um clube de futebol com sede em El Harrach, Argélia. A equipe compete no Campeonato Argelino de Futebol.

## História
O clube foi fundado em 1935.

## Títulos
- Campeonato Argelino
  - Campeão (1):1997–98.
- Copa da Argélia
  - Campeão (2): 1973–74, 1986–87.